# Marknesse

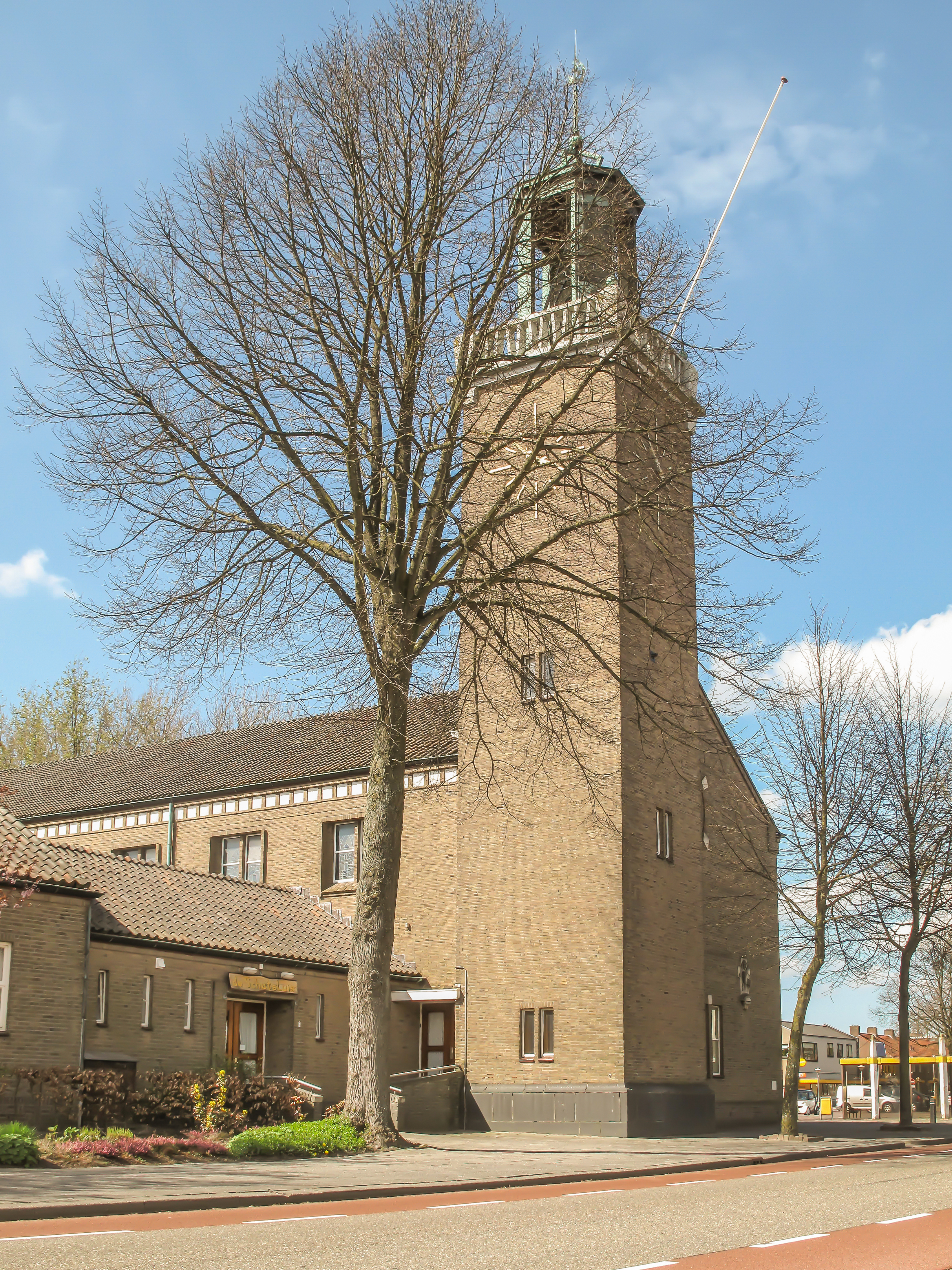
Marknesse, église protestante

Marknesse est l'un des dix villages de la commune néerlandaise de Noordoostpolder, dans la province du Flevoland.
Le village a été créé en 1949. Le 1er janvier 2009, Marknesse compte 3 893 habitants. Ce village récent tire son nom d'un ancien village Marcnesse ou Marenesse, situé historiquement entre Urk et Schokland et disparu dans les flots depuis longtemps.